# Girolamo Siciolante da Sermoneta

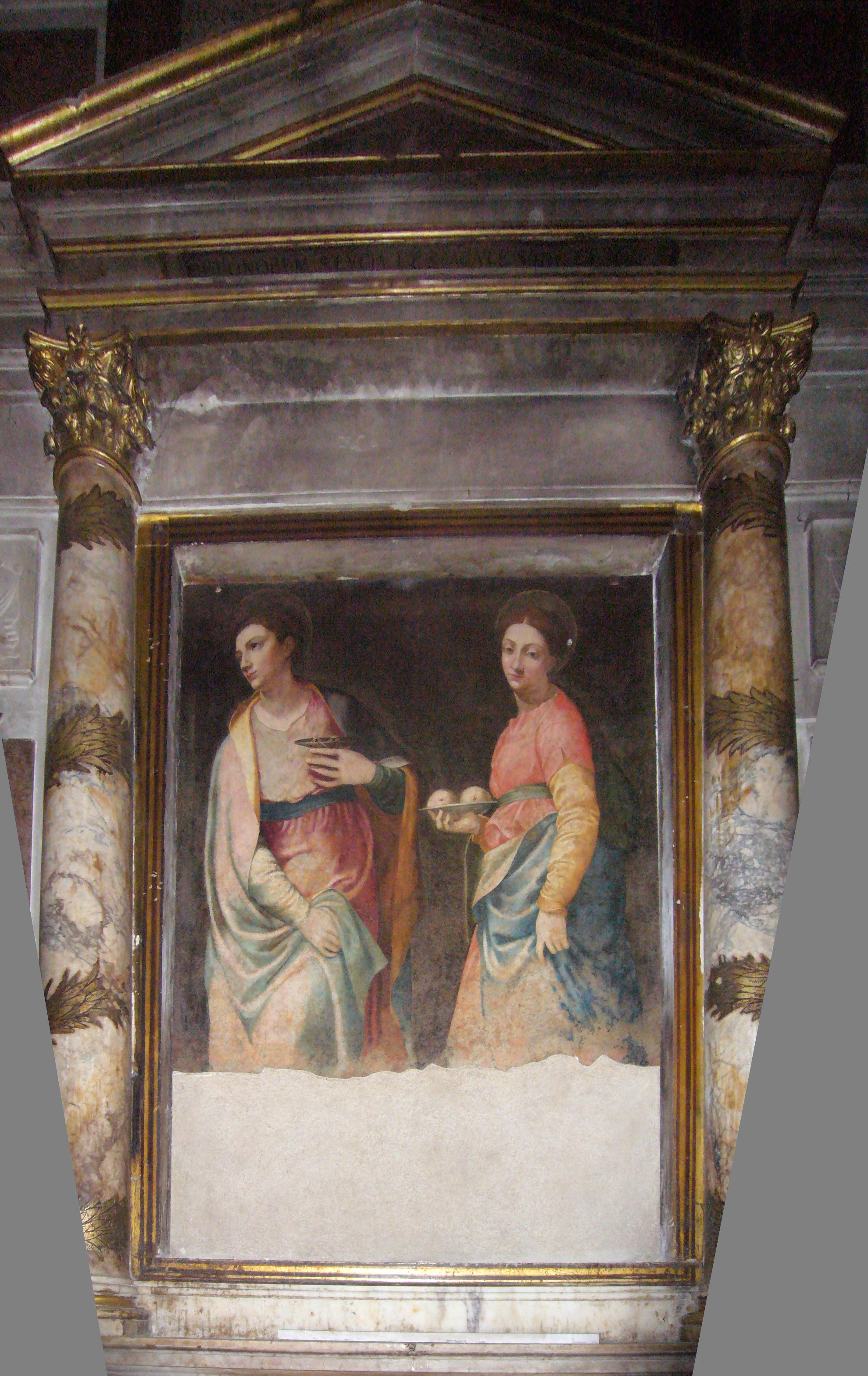
Girolamo Siciolante da Sermoneta, Sint-Lucia en Sint-Agatha, muurschildering in de basiliek Santa Maria sopra Minerva

Girolamo Siciolante da Sermoneta (Sermoneta, 1521 - ca. 1580) was een Italiaans kunstschilder die werkte in Rome in het midden van de 16e eeuw. Zijn werk behoort tot de stijlperiode van het maniërisme (late renaissance).

## Leven en werk
Hij was waarschijnlijk een leerling van Leonardo Grazia da Pistoia. Zijn eerste werk was een altaarstuk dat gemaakt is voor de Abdij van Valvisciolo en dat zich nu in Palazzo Caetani bevindt. In Piacenza schilderde hij een Heilige Familie met de aartsengel Michaël (1545-1546). In 1548 schilderde hij een Madonna met zes heiligen voor San Martino Maggiore in Bologna. Samen met Jacopo del Conte voltooide hij in 1548-1549 de fresco's van Perino del Vaga. Deze fresco's zijn geschilderd in de stijl van Rafaël en ze beelden de Doop van Clovis uit. Ze bevinden zich in de Remigiuskapel van de San Luigi dei Francesi in Rome. In de jaren zestig van de zestiende eeuw heeft hij een Leven van de Heilige Maagd voor San Tommaso dei Cenci en een Kruisiging voor San Giovanni in Laterano geschilderd, beide in Rome.
Hij was een van de in maniëristische stijl werkende schilders die hebben bijgedragen aan de Sala Regia van de Palazzo del Quirinale. In Rome heeft hij voorts een Transfiguratie geschilderd voor Santa Maria in Aracoeli, een Geboorte van Jezus voor Santa Maria della Pace en een Martelaarschap van Sint-Catherine voor Santa Maria Maggiore (1568). Hij schilderde een Maagd op de troon met heiligen voor de kerk van San Bartolomeo in Ancona.
Hij heeft een serie rijke fresco's geschilderd voor Palazzo Baronale in Cisterna di Latina (verloren gegaan tijdens de Tweede Wereldoorlog). Fresco's van zijn hand bevinden zich ook in Sant'Andrea in Via Flaminia.
- Biblioteca Nacional de España: XX1121526
- Bibliothèque nationale de France: cb120037870 (data)
- Gemeinsame Normdatei: 120054876
- International Standard Name Identifier: 0000 0000 8114 8664
- KulturNav: c10c315a-4eb6-408f-8512-cfae32c8c072
- Library of Congress Control Number: n84234141
- Nationale Bibliotheek van Israël: 987007449566305171
- RKD-Nederlands Instituut voor Kunstgeschiedenis: 72412
- Istituto Centrale per il Catalogo Unico: PUVV321975
- Système universitaire de documentation: 028145127
- Union List of Artist Names: 500027383
- Virtual International Authority File: 95850621